# Yu Zhijun
Yu Zhijun (ur. 28 listopada 1970) – chiński judoka.
Piąty na mistrzostwach świata w 1997. Startował w Pucharze Świata w 2000. Siódmy na mistrzostwach Azji w 2000. Srebrny medalista igrzysk Azji Wschodniej w 1993 roku.